# Vegyünk neki labdát
A Vegyünk neki labdát a Frakk, a macskák réme című rajzfilmsorozat harmadik évadjának második része.

## Cselekmény
Frakk vadászosdit játszik a ház körüli tárgyakkal, amiknek mindegyikét szétrágja. Károly bácsi szerint kell egy kis szórakozás szegény kutyának, ám mikor Frakk a kalapját, és a cipőjét kezdi rágni, úgy dönt, inkább labdát vesz Frakknak, hogy azzal játsszon. Focilabdát vesznek, Károly bácsi pedig megtanítja Frakkot focizni. A macskákat azonban idegesíti a labdapattogás, ezért megegyeznek, hogy eltünteik a labdát. Lukrécia elcsalja a Frakkot azzal, hogy egy sünt talált a kertben, míg Szerénke fogja a labdát és felviszi a padlásra. Frakk azonban rájön, hogy becsapták és elkapja a macskák grabancát. Később, mikor ebédelni hívják, ő azt mondja, még labdázik, valójában nem labdával, hanem a macskákkal, akiket feldobál a levegőbe.

## Alkotók
- Rendező és operatőr: Nagy Pál
- Társrendezők: Imre István, Várnai György
- Író: Bálint Ágnes
- Zeneszerző: Pethő Zsolt
- Hangmérnök: Bársony Péter
- Vágó: Czipauer János
- Tervezte: Várnai György
- Háttér: Szálas Gabriella
- Rajzolta: Ifj. Nagy Pál
- Színes technika: Kun Irén
- Gyártásvezető: Doroghy Judit

Készítette a Magyar Televízió megbízásából a Pannónia Filmstúdió

## Szereplők
- Frakk: Szabó Gyula
- Lukrécia: Schubert Éva
- Szerénke: Váradi Hédi
- Károly bácsi: Suka Sándor
- Irma néni: Pártos Erzsi